# Tubercolo di Zuckerkandl (tiroide)
Il tubercolo di Zuckerkandl è un'estensione piramidale della ghiandola tiroidea, presente sul lato più posteriore di ciascun lobo. Emil Zuckerkandl lo descrisse nel 1902 come il processus posterior glandulae thyreoideae (processo posteriore della ghiandola tiroide). Sebbene la struttura prenda il nome da Zuckerkandl, fu scoperta per prima da Otto Madelung nel 1867 come il corno posteriore della tiroide. La struttura è importante nella chirurgia della tiroide in quanto è strettamente correlata al nervo laringeo ricorrente, all'arteria tiroidea inferiore, al legamento di Berry e alle ghiandole paratiroidi. La struttura è soggetta a un'importante numero di variazioni anatomiche e pertanto una classificazione dimensionale è proposta da Pelizzo et al.